# Chill Wills
Theodore Childress Wills, més conegut com a Chill Wills, (Seagoville, 18 de juliol de 1903 - Encino, 15 de desembre de 1978) va ser un actor i cantant estatunidenc.

## Biografia[1]
Wills va néixer a Seagoville, Texas. Va ser cantant ja des de la seva infantesa, formant i liderant els Avalon Boys en la dècada de 1930. Després d'actuar amb ells en uns quants westerns, va dissoldre el grup el 1938 i es va dedicar a la seva carrera en solitari.
Va pertànyer a la nombrosa tradició d'actors de caràcter que només una indústria com la nord-americana podia mantenir. Wills va oferir al llarg d'una filmografia de més de 300 títols tota una galeria de personatges secundaris el comú denominador dels quals era la senzillesa i el sentit comú.
Potser per això mai no va arribar a exercir primers papers, a diferència d'altres actors de caràcter notoris com George Scott, Walter Matthau o Lee Marvin, finalment convertits en estrelles.
Un dels seus papers més memorables va ser el de la distintiva veu de la Mula Francis en una sèrie de films molt populars. La veu i l'accent de Wills encaixaven a la perfecció amb la personalitat de la cínica i sardònica mula. Com era costum en l'època, Wills no apareixia en els títols de crèdit, encara que al capítol titulat Francis Joins the WACS va interpretar al General Ben Kaye.
Wills també va actuar a nombrosos papers seriosos, incloent el d'oncle Bawley a Gegant, film de 1956 protagonitzat per Rock Hudson, Elizabeth Taylor i James Dean. Wills va ser nominat a l'Oscar al millor actor secundari el 1960 pel seu paper com "Beekeeper" al film El Álamo. Tanmateix, la seva agressiva campanya pel guardó es va considerar de mal gust per molts, inclòs el productor de la pel·lícula John Wayne, que públicament es va disculpar per Wills. L'agent de Wills, W.S. "Bow-Wow" Wojciechowicz, va acceptar la seva culpa, i va explicar que l'actor no sabia res d'això. Wills va ser derrotat finalment per Peter Ustinov, que va guanyar el premi pel seu paper en Espartac.
El 1966 Wills va ser escollit per interpretar Jim Ed Love en la sèrie de la ABC The Rounders, al costat de Rom Hayes, Patrick Wayne i Walker Edmiston.
Wills va ser mestre de cerimònies a la campanya presidencial de 1968 duta a terme per George Wallace, anterior governador d'Alabama. Ell i Walter Brennan, intèrpret de The Real McCoys, The Tycoon, i The Guns of Will Sonnett, van de les poques celebritats de Hollywood que van donar suport a la campanya de Wallace contra Hubert H. Humphrey i Richard Nixon.
L'últim paper de Wills va arribar el 1978, a la producció Stubby Pringle's Christmas.
Chill Wills va morir a Encino, Califòrnia, el 1978, a causa d'un càncer. Va ser enterrat al Cementiri Grand View Memorial Park de Glendale (Califòrnia).

## Filmografia
Les seves pel·lícules més destacades són:

## Premis i nominacions
Nominacions
- 1961: Oscar al millor actor secundari per El Álamo